# Саби, Эли
Эли Сабиа Фильо (порт. Eli Sabiá Filho; 31 августа 1988, Можи-Гуасу, Бразилия) — бразильский футболист, полузащитник индийского клуба «Ченнайин».

## Карьера
Дуду начал играть в футбол в молодежной системе клуба «Паулиста». В 2006 году игрок перешёл в основной состав клуба, но постоянным он стать не сумел. За пять лет в «Паулисте», Сабил отыграл 48 игр и забил 2 гола в чемпионате. Побывав в нескольких клубах на правах аренды, Саби покинул «Паулисту» в 2011 году. Он стал игроком клуба «Сан-Каэтано», за который он отыграл 85 игр, и также побывал в арендах. В 2016 году защитник перешёл в клуб «Агуа Санта».